# عبد الحق أبو الخباب
محمد البشير نقية المدعو عبد الحق أبو الخباب الڤماري (1968-2011) جهادي جزائري من أوائل الذين بدؤوا العمل المسلح ضد النظام الجزائري حيث شارك في عملية ڤمار سنة 1991، وهو أيضا من المؤسسين للجماعة السلفية للدعوة والقتال سنة 1998.

## النشأة
ولد عبد الحق أبو الخباب في مارس 1968 ب ڤمار، ولاية الوادي، نشا وترعرع في ڤمار ودرس إلى غاية السنة الثالثة ثانوي، ثم عمل في ورشات ومشاريع كمساعد بناء، عرف بداية التسعينيات بميولاته الجهادية وتعاطفه مع الجبهة الإسلامية للإنقاذ الجزائرية. الجزائرية،.

## بداية العمل المسلح
بعد أحداث جوان 1991 الدامية التي قمعت فيها قوات الأمن مسيرات واعتصامات أنصار الجبهة الإسلامية للإنقاذ الجزائرية، ظهرت في وادي سوف  خلية تضم العديد من الشباب الحاملين للفكر الجهادي والمتعاطفين مع الجبهة الإسلامية للإنقاذ الجزائرية على مستوى منطقة قمار، قام عيسى مسعودي والمكنى الطيب الأفغاني بالإشراف على تأطير المنتمين للخلية وتدريبهم وتكوينهم تحضيرا لبداية العمل المسلح، وكان من بين عناصر الخلية المدعو أبو الخباب وقامت هذه الخلية بتنفيذ أول عملية ضد ثكنة عسكرية بڤمار في 21 نوفمبر 1991، بعدها قامت مصالح الأمن وفي إطار تحقيقاتها، بتوقيف كل عناصر الخلية السالفة الذكر، والتي كان من ضمن الموقوفين بها عبد الحق أبو الخباب، أين تم تقديمهم أمام الجهات القضائية التي أمرت بإيداعهم سجن تازولت بباتنة، غير أنّه وفي العام 1994 تمكن عبد الحق أبو الخباب من الفرار رفقة مئات الفارين من المساجين المتورطين في قضايا، أين التحق في أعقاب الفرار بجبال عين كرشة بولاية أم البواقي، ومنها إلى جبل تاغدة بباتنة، أين كان يعتبر الذراع الأيمن أبو إبراهيم مصطفى الذي كان أميرا للمنطقة الخامسة سابقا التي كانت تضم كلا من منطقة بوطالب، باتنة، أم البواقي، خنشلة وتبسة، أين شغل عدة مسؤوليات في المنطقة الخامسة للجماعة الإسلامية المسلحة، ومن أهمها أميرا لكتيبة تاغدة، ووستيلي ومستخلفا لإمارة المنطقة الخامسة.
وبعد انحراف الجماعة الإسلامية المسلحة واختراقها من طرف المخابرات شارك عبد الحق أبو الخباب في تاسيس الجماعة السلفية للدعوة والقتال وكان من الموقعين على بيانها التاسيسي الأول في 16 سبتمبر 1998 بصفته نقيب كتيبة وستيلي.
وبعد تولي  عماري صايفي المكنى عبد الرزاق البارا، إمارة المنطقة الخامسة للجماعة السلفية للدعوة والقتال، قام بتعيين عبد الحق أبو الخباب مستخلفا له، حيث كان يلازمه في جميع تحركاته ويشاركه في تنفيذ جميع العمليات، حيث شارك في تنفيذ الكمين الذي نصب ضد قوة من قوات الجيش الوطني الشعبي بباتنة، وراح ضحيته العشرات من العسكريين، كما شارك في كمين ضد قافلة عسكرية كانت متوجهة إلى ثكنة الدكان بتبسة، راح ضحيته أيضا العديد من العسكريين، بالإضافة إلى الاعتداء على مركز حدودي بتونس.
في سنة 2002 كلفه عبد الرزاق البارا باستقبال ونقل مبعوث القاعدة أبو محمد اليمني من مالي إلى الجبل الأبيض بتبسة، ومن ثمّ إلى باتنة في إطار التحضير لانضمام الجماعة السلفية للدعوة والقتال إلى تنظيم القاعدة، قبل أن يتم القضاء عليه بنفس المنطقة. وتضيف المعطيات المتوفرة أنّه وفي عام 2003، تم تعيين عبد الحق أبو الخباب على رأس المنطقة الخامسة، وذلك بعد مغادرة عبد الرزاق البارا للمنطقة، في إطار توجهه إلى الجنوب على رأس جماعة تابعة لكتيبة طارق بن زياد التي تنشط حاليا بالساحل الصحراوي تحت إمرة  عبد الحميد أبو زيد، حيث قام أبو الخباب بإعادة ترتيب الأمور، بعد إلقاء القبض على البارا، وبتكليف من إمارة التنظيم أصبح يشرف على التنسيق بين الشمال والجنوب والتموين بالأسلحة والذخائر وكذا عملية اختطاف السياح الأجانب وهي الإستراتيجية المتبعة من قبل تنظيم القاعدة، وقد شارك أبو الخباب خلال العام 2005 في الهجوم الذي استهدف ثكنة المغيطي بموريتانيا، كما قام في 2008 باختطاف سائحين نمساويين بالأراضي التونسية وحولهما إلى شمال مالي، ليتم فيما بعد إطلاق سراحهما مقابل فدية، كما شارك أيضا في تنفيذ الكمين الذي استهدف عناصر حرس الحدود بالوادي والذي أدى إلى مقتل 7 عناصر.

## مقتله
حدود الساعة الرابعة والنصف من عصر يوم 4 ديسمبر 2011. قُتل عبد الحق أبو الخباب في كمين لقوات الأمن وسط سوق القباب في قلب مدينة الوادي وتحديدا أمام مكتبة مقابلة لمكان تواجد الإسكافيين التقليديين، عندما كان الأمير راجلا باتجاه قلب المدينة مرورا بالسوق، إلا أن قوات الأمن التي كان عناصرها في انتظاره، تمكنت من محاصرته والقضاء عليه. وقد قتل أبو الخباب بثلاث رصاصات، اثنان كانتا على مستوى الأرجل، للتمكن فقط من إصابته وشلّه عن الحركة ومنعه من الفرار، غير أنّه بمجرد محاولته الاستمرار في المقاومة والرد، تلقى رصاصة ثالثة في الرأس .